# Paseo de Valenzuela (Valenzuela, Córdoba)
El Paseo de Valenzuela, conocido simplemente como Paseo, es una avenida del pueblo de Valenzuela (Córdoba) por la cual discurre la A-305. Haciéndola de mucho tránsito. 
El Paseo, es el centro económico de Valenzuela.  

## Historia
El Ayuntamiento de Valenzuela pensó en hacer un paseo de uso y disfrute para todos los vinagorros en los años 20.Para entonces se hizo el Paseo en sí, que está elevado y es totalmente peatonal. Según pasaron los años el paseo se fue modernizando al tiempo
Luego se fueron añadiendo, bancos, fuentes y otras cosas de uso y disfrute para el pueblo.

## Divisiones del Paseo
El Paseo se divide en tres partes:

### La Esquina
La esquina, como su propio nombre indica esta en la esquina del paseo con otra avenida de tránsito. Es llamada así, quizás por un antiguo Bar, llamado Bar la Esquina. 

### Paseo
El Paseo en sí, es la parte peatonal, donde se encuentran los bares. Quizás los más famosos del pueblo: El Chaparro y el Pub, este último fue cerrado y próximamente se reabrirá. En El Paseo se encuentran también los principales comercios. 
Es el punto de inflexión, entre el Casco Antiguo del Pueblo y Las llamadas Casas Nuevas.

### Paseo Oeste
Aquí se encuentra la mayor parte residencial del Paseo. 

## En las fiestas
Como arteria principal del pueblo, por El Paseo pasan las fiestas más importantes. 

### Feria en honor a San Roque
En la Feria, el Paseo se llena de gente, y suelen montar una carpa. Por allí discurre la procesión de San Roque. 

### Semana Santa
En Semana Santa, pasan por el Paseo, las cofradías y hermandades de la Borriquita, en la que participan multitud de niños y el Resucitado. 

### Corpus Christi
En El Paseo, se monta para la ocasión, un Castillo inflable y multitud de puestos, de comida o de juguetes. También el Paseo empieza el recorrido para ver las calles decoradas de serrín. Las vecinas adornan el Paseo con un dibujo hecho de sal o café.
- Datos: Q48781661